# Polygonia inica
Polygonia inica är en fjärilsart som beskrevs av Evans 1932. Polygonia inica ingår i släktet Polygonia och familjen praktfjärilar. Inga underarter finns listade i Catalogue of Life.